# Néstor Zacco
Néstor Zacco (1947 - 11 de mayo de 2022) fue un actor y profesor argentino.

## Biografía
Falleció el 11 de mayo de 2022, a los 75 años.

## Filmografía

### Televisión
- -Celeste (1991)
- -Son de diez (1992)
- -Celeste siempre Celeste (1993)
- -Hombre de ley
- -Grande Pa (1994)
- -Aprender a volar (1994)
- -Un hermano es un hermano (1994)
- -Zona de riesgo
- ``Gerente de familia`` (1995)
- -Poliladron (1995)
- ``Montaña rusa, otra vuelta`` (1996)
- -Los simuladores Telefe (2002)
- -Rebelde Way   (2003)   América
- -La niñera (2004) Telefe - Madelaine
- -Amor mío Telefe
- -Amarte así
- -Amor mío (México)
- -El Frijol (México)
- -Hermanos y detectives Telefe
- -Se dice amor Telefe (2006)
- -Todos contra Juan América (2008)
- -Cara a cara
- -Socias Canal 13
- -Champs 12   (2009)   América
- -Niní  (2010)  Telefe
- -Los exitosos Pérez  (2010)
- -Botineras (2010)
- -Tiempo de pensar (2011)
- -La defensora (2012)
- -Historia clínica (2013)
- -Sos mi hombre (2013)
- -Los vecinos en guerra (2013)
- -La misión (2015)
- -El otro (2015)
- -Argentina, tierra de amor y venganza (2019)

### Teatro
- -Teatro Payró. "Puesta en Claro". Dir: Alberto Ure
- -Teatro Nacional Cervantes. "Adiós Ludovica". Dir: Salvador Santángelo
- -Teatro Cervantes. "La salud de los enfermos". Dir: Rolando Mallie
- -Teatro Babilonia. "Fragmentos de una Herática". Dir: Margulis
- -Teatro Andamio 90. "Juana De Lorena" dir. Alejandra Boero
- -"Nekrasov". Dir: Julio Baccaro
- -"Ah Soledad" dir. Agustín Alezzo
- -Teatro General San Martín "El Misentropo". Dir: J.Lasaille
- -Teatro Moreno 954. "Hotel Berlín". Dir: Julio Baccaro

### Cine
- Los dueños del silencio  (1987) dir. Carlos Lemos
- La clínica del Dr. Cureta (1987) Dir: Alberto Fischerman
- Extrañas salvajes  (1988) dir. Carlos Lemos
- Abierto de 18 a 24 (1988) Dir: Luis Dinenzon
- María Galante. (Coprod. franco-italiana"). Dir: P. Richard
- Yo, la peor de todas (1990) dir. María Luisa Bemberg
- Vivir mata (1991) dir. Bebe Kamin
- Tango desnudo (1991)
- De amor y de sombra (1995) dir, Betty Kaplan
- Facundo, la sombra del tigre (1995) Dir: Nicolás Sarquís
- El largo viaje de Nahuel Pan (1995). Dir: S. Yuri
- Puerta de Hierro,el exilio de Perón (2012). Dir:Victor Laplace